# Мартынцево (Ярославская область)
Мартынцево — деревня в Глебовском сельском округе Глебовского сельского поселения Рыбинского района Ярославской области.
Деревня расположена в юго-западной части Глебовского сельского поселения, к югу от железной дороги Рыбинск—Сонково и юго-западу от железнодорожной станции Кобостово. Она расположилась вдоль левого берега ручья Кипенка, правого притока Волги, примерно в 500 м от его устья. На противоположном левом берегу расположена деревня Лаврентьево. Выше по течению на левом берегу стоит деревня Беглецово, расположенная на автомобильной дороге Николо-Корма—Глебово. Примерно в 500 м к югу на берегу Волги стоит деревня Юрино. В окрестностях деревни садоводческие товарищества.
Деревня Мартынцова указана на плане Генерального межевания Рыбинского уезда 1792 года.
На 1 января 2007 года в деревне числилось 5 постоянных жителей. Почтовое отделение, расположенное в посёлке железнодорожной станции Кобостово, обслуживает в деревне Мартынцево 18 домов.